# Pristava (gmina Tržič)
Pristava – wieś w Słowenii, w gminie Tržič. W 2018 roku liczyła 897 mieszkańców.